# 셰릴 (가수)
셰릴 앤 트위티(영어: Cheryl Ann Tweedy, 1983년 6월 30일 ~ )는 잉글랜드의 가수, 댄서이다. 걸 그룹 걸스 어라우드의 멤버로 잘 알려져 있다.

## 이력
셰릴은 2002년, 영국의 방송사 ITV에서 리얼리티 텔레비전 프로그램인 《팝스타스: 더 라이벌》에서 걸스 어라우드의 멤버를 뽑는 오디션에 지원하였고, 그녀가 우승을 거머쥐게 되면서 연예계에 본격 데뷔하게 되었다. 이후 걸스 어라우드는 스파이스 걸스와도 견줄만큼 큰 인기를 얻었으며 약 20개의 음반중 10개 정도는 상위권에 진입하였다. 2008년에는 영국의 신인 가수 발굴 프로그램인 《더 엑스 팩터》에서 심사위원을 맡았다.
2009년에는 솔로 음반 3 Words를 발매하기도 하였는데 첫 번째 싱글 "Fight for This Love"는 음반이 빠르게 팔려나갔는데 영국과 아일랜드의 싱글 차트에서 1위를 차지하였고, 2009년 영국에서 네번째로 많이 팔린 음반으로 선정되기도 하였다. 그녀의 첫 솔로 음반은 큰 성공을 거두어 영국의 보그, 엘르, 하퍼스 바자 등 유명한 잡지의 표지를 장식하며 새로운 스타일 아이콘으로도 자리잡았고 로레알의 새로운 간판 모델이 되었다.

## 사생활
2006년 셰릴은 독일 월드컵이 끝난 직후 잉글랜드의 축구 선수 애슐리 콜과 결혼식을 올려 화제가 되었다. 하지만 그녀는 애슐리 콜의 극심한 바람기를 견디다 못해 2010년 남아공 월드컵이 시작되기 직전 이혼을 하게 되었다. 또한 같은 해 그녀는 말라리아에 감염돼 죽을 고비를 넘기기도 하였다. 2014년 7월 7일, 셰릴은 프랑스인 장 베르나르 페르난데즈 버시니와 3개월의 열애 끝에 결혼식을 올렸고, 이전에 사용하던 전 남편의 성씨 '콜(Cole)'를 버리고 재혼한 남편의 성씨를 따라 셰릴 페르난데즈 버시니라는 이름으로 개명했다. 하지만 2016년 10월 20일, 이혼 절차를 받게 된 두 사람은 고등법원에 이혼 서류를 제출하였고, 이혼 가판결이 나왔다.
2016년 초, 셰릴은 원디렉션의 리암 페인과 데이트를 하였다. 2016년 11월 여러 언론은 "셰릴이 실제로 임신을 하였고 현재 임신 2주에 접어 들었다."라고 보도하였다. 그리고 2017년 3월 아들을 출산했다. 2018년 7월, 두 사람은 그들의 연인 관계를 끝냈다고 발표했다.

## 음반
솔로
- 《3 Words》(2009)
- 《Messy Little Raindrops》(2010)
- 《A Million Lights》(2012)
- 《Only Human》(2014)

## 선정 순위
| 선정 기관                       | 항목                                   | 순위 | 조사 시기   |
| ------------------------------- | -------------------------------------- | ---- | ----------- |
| 여성 2000명 대상 여론조사(영국) | 가장 바람직한 몸매 톱10                | 4위  | 2009년 12월 |
| 오케이(OK)(영국)                | 할리우드 역사상 가장 포토제닉한 스타   | 3위  | 2010년 1월  |
| FHM(영국)                       | 세계에서 가장 섹시한 여성 100위        | 1위  | 2010년 4월  |
| 뉴스 오브 더 월드(영국)         | 세계에서 가장 주목받는 축구스타의 여자 | 1위  | 2010년 6월  |

## 같이 보기
- 걸스 어라우드